# エイナル・サンバルスケルヴィル

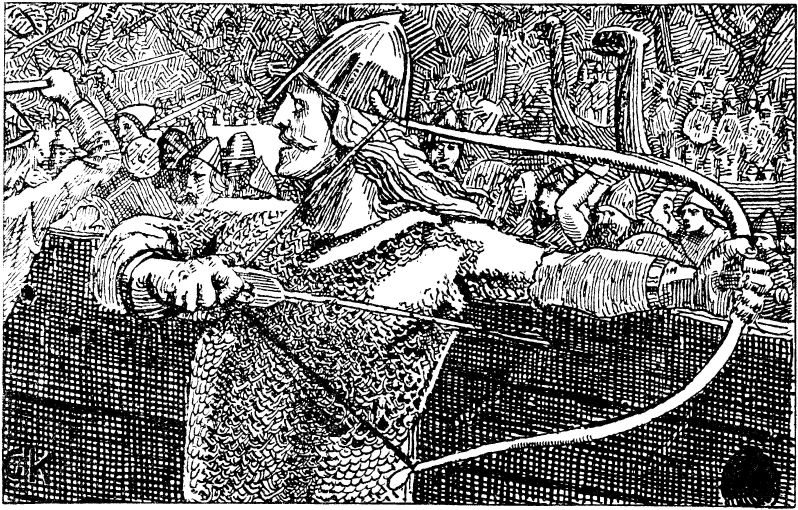
スヴォルドの海戦において、エイナル・サンバルスケルヴィルは王の弓を用いて射ようとしたが、弓が非常に弱いことに気付く。

エイナル・エインドリザソン・サンバルスケルヴィル（英：Einar Eindridesson Thambarskelfir、古ノルド語：Einarr Þambarskelfir、現代ノルウェー語：Einar Tambarskjelve。エイナル・タンバースケルヴェとも。980年頃 - 1050年頃）は、11世紀頃のノルウェーの有力な貴族であり政治家である。彼はオーラヴ・ハラルズソンに対する彼らの抵抗において領主達の先頭に立った。
スノッリ・ストゥルルソンによる『ヘイムスクリングラ』が彼についてのいくらかの参考文献となっている。彼の家族名、サンバルスケルヴィル (Thambarskelfir) については、2つの有力だが異なる説がある。その一つが、「腹」を意味する「tambr」に由来するという説で、それは「揺すられる腹」と訳され、疑いなく彼の体格をあからさまに反映した表現であろう。

## 経歴
エイナル・サンバルスケルヴィルは、メルハスのヴァイキング時代 (en) の政治的な中心地に住む裕福で有力な農民のエインドリージ (Eindride) の息子であった。エイナル・サンバルスケルヴィルは、ヤール、Husabyの豪族、そして彼個人の軍勢の強力な指導者であった。エイナルはまた、ノルウェーのヴァイキング時代の政治において支配階級の一族の一つであるラーデのヤールの一族であった。
エイナルはサガの登場人物として、西暦1000年のスヴォルドの海戦での政治的な闘争の場をその初舞台とした。エイナルは、この戦いで戦死するオーラヴ・トリュッグヴァソンの側で戦った。この戦いでのエイナルについての説明は、スノッリがサガの最も有名なくだりの一つで我々に紹介している。
この箇所は日本では、寺田寅彦による日本語訳でも知られている。

## オーラヴ・ハラルズソンの支配
オーラヴ・トリュッグヴァソン王は戦闘の間に姿を消し、スヴォルドの海戦の後にその死体が見つかることはなかった。エイナルはスヴォルドの海戦においてはオーラヴ・トリュッグヴァソンの側にいてエイリーク・ハーコナルソンらの軍勢と戦ったが、戦いが終わった後は助命された。その後はエイリークと共に過ごし、彼の妹ベルグリョートと結婚し、彼から領地も与えられて裕福となった。エイリークがその義兄弟であるクヌート王と共にイングランド征服に向かった際は、彼の息子ハーコンの後見を任された。
エイナルは以後の数十年を、政治的な流れの方向を変えるための策略に費やした。エイナルは、エルリング・スキャールグスソンと共に、1016年のネスヤルの戦いにおいてはオーラヴ・ハラルズソンに対抗するラーデのヤール、スヴェイン・ハーコナルソン（エイリークの弟）を支持した。スヴェインが戦いの後に国から逃げなければならなくなり、エルリングが新しい王との不自然な同盟に加わることを強いられた時、エイナルは無傷のままだった。エイナルはメルハスに戻り、オーラヴ・ハラルズソン王の敵対者の立場を貫いた。したがって、デンマークの支配が1028年にオーラヴ・ハラルズソンを打ち倒そうとしたとき、エイナルはデンマーク勢を支えた。しかしながら、エイナルはスティクレスタズの戦いにおいては農民の軍勢には加わらなかった。これは計算というより運のおかげだった－－Trøndelagのオーラヴの軍が敗れたとの知らせがあったとき、エイナルは、デンマーク人のイングランド王クヌート大王への政治的な訪問のためイングランドにいた。しかしながら、この行動が後で十分な成果をもたらした。帰国したエイナルは、スティクレスタズの戦いの直後に埋められたオーラヴ・ハラルズソンの遺体を埋葬し直すために掘り出したところに立ち会った。1年が経過していたがオーラヴの遺体は死亡直後の状態のままで、死後も伸びていた毛髪や髭は火に入れても燃えなかった。この奇蹟を信じようとせずなおも疑いを述べる人をエイナルは黙らせた。スノッリは、エイナルがオーラヴ聖王の奇蹟を信じた最初の一人である旨を記述している。
スティクレスタズの戦いの後、デンマーク人のイングランド王は、自身の息子スヴェイン・クヌートソンをノルウェーの王にした。彼が最近に征服した土地を預かる、スヴェインの母アールヴィーヴァ（英語版）を配置していたためである。しかし、ノルウェー人の多くの貴族が、クヌート王が自分達の所からノルウェーの支配者を任命する見込みがあると予想していた。また、エイナル・サンバルスケルヴィルは、最も古くからのオーラヴの敵であった自分こそが最も自然な選択だと期待していた。そのため、クヌート王の決定はエイナルを大いに激怒させた。

## 権力の増大
スヴェイン・クヌートソンが王となってノルウェーを支配する間、デンマークからの圧力がノルウェーに向かってより強くなったので、エイナルは彼の最も重大な政治的手腕を用いた。エイナルはガルザリキ（後のロシア）を旅行して、そこでオーラヴ・ハラルズソンの11歳の庶子マグヌス（後に「善王」と呼ばれる）を探し出した。
以前のスティクレスタズでの農民軍の指導者だったカールヴ・アールナソンと共に政治同盟をつくると、エイナルは続いて、傀儡王マグヌスと、新しくデンマークの統治者の座に就くハーデクヌーズ（クヌート大王の息子）との間の協定を仲介し始めた。
このようにして、エイナルはノルウェーの事実上の統治者になった。エイナルがスティクレスタズでマグヌスの父と直接戦っていたならば、決して得ることがなかった地位である。エイナルが年をとるにつれてマグヌスがいくつかの権限を握っていったとはいえ、エイナルは、マグヌスの治世の間、かなりの有力者という立場を保った。

## 時流の変わり目

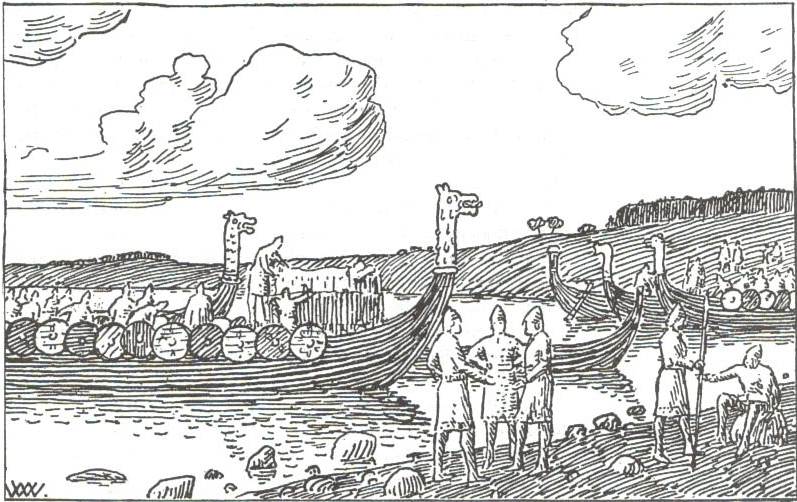
『ハラルド苛烈王のサガ』の一場面

しかし、1045年頃、歳を重ねたエイナルは運に恵まれなくなった。この頃に、東ローマ帝国のコンスタンチノープルでの軍指揮官として築いた莫大な財産を携えて、オーラヴ・ハラルズソンの弟ハラルド・シグルズソン（後に「苛烈王」と呼ばれる）が帰ってきた。かつての君主ハラルド美髪王によって適切に決められている継承法により、ハラルドには王座に対する正当な要求があり、立候補を躊躇することのない資格があった。ハラルドがその財力を軍事力に変えるのを恐れて、マグヌスはエイナルの助言に逆らい、1046年後半にハラルドを共同君主に就かせた。わずか1年後、マグヌスは死に、そして「苛烈王」ハラルドがただ一人の君主になった。
ハラルドは権力を集中することを決心し、争っている貴族と農民の指導者達に対しては寛容さがほとんどなかった。従って、ハラルドは同様に信念の固いエイナル・サンバルスケルヴィルとの衝突必至で終わりかねなかった。内戦の前兆となりうる紛争が起こり、そしてエイナルは、次第に不評で専政的になっていくハラルドに対抗する次なる農民軍を起こし始めた。しかしこの行為が完了する前に、ハラルドが和解を要求すると思われた。ハラルドはエイナルに、ニーダロスの自分の農場で会議を持つことを頼んだ。二人が座って、協定を仲介することがありえるようにと話したが、ハラルドにはしかしそのような意図がなかった。ハラルドは、エイナルへの支持があまりに強大となる前にエイナルは追い出されなければならなかったと判断した。こうして、王の農場に到着したとき、エイナルと彼の息子エインドリジ (Eindride) は暗殺された。エイナルとエインドリジの遺体は、オーラヴ聖王の名を冠した教会の、マグヌス・オーラヴスソン王の墓の側に葬られた。

## 他作品での言及

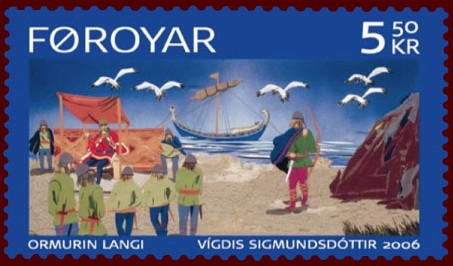
フェロー諸島の切手に描かれたバラッド『長蛇号』の一場面。

エイナル・サンバルスケルヴィルは後世の作品でも言及されている。
- 『長蛇号（英語版）』[14] - イエンス・クリスチャン・デュルフース（英語版）によって書かれたフェロー諸島のバラッド
- カーレン・ブリクセンのエッセイ集『草原に落ちる影』の中の「ファラー」の章[15]。
- 『獅子の如く』[16] - 日本の漫画家あずみ椋による『オーラヴ・トリュッグヴァソンのサガ』の漫画化